# Grant Geissman
Grant Geissman (* 13. April 1953 in Berkeley) ist ein US-amerikanischer Jazz- und Fusionmusiker (Gitarre, Komposition).

## Leben und Wirken
Geissman wurde während der Highschool-Zeit von Jerry Hahn unterrichtet und studierte dann an der California State University, Fullerton und der California State University, Northridge. Während dieser Zeit spielte er bei Gerald Wilson und bei Louie Bellson, mit dem er auch aufnahm. Er arbeitete in seiner Karriere u. a. mit Van Dyke Parks, Brian Wilson (Orange Crate Art, 1995), Robbie Williams (Escapology, 2003), Quincy Jones (Q's Jook Joint, 1995), Paula Abdul, Ringo Starr (Ringo Rama), David Benoit, Chuck Mangione (in dessen Band er bis 1981 spielte), Plácido Domingo, Luis Miguel, Burt Bacharach, Julio Iglesias und Elvis Costello zusammen.
Er hat bis 2022 insgesamt 16 Solo-Alben veröffentlicht, war aber auch an Musik beteiligt, die z. B. zu den Filmen/Serien Dawson’s Creek, Two and a Half Men, Tomb Raider II und Anaconda lief. Dies brachte ihm auch Emmy-Nominierungen ein.

## Veröffentlichungen
- Good Stuff (Concord Jazz, 1978)
- Put Away Childish Toys (Pausa, 1983)
- Drinkin' from the Money River (TBA, 1986)
- Snapshots (TBA, 1987)
- All My Tomorrows (TBA, 1988)
- Take Another Look (Mesa/Bluemoon, 1989)
- Flying Colors (Mesa/Bluemoon, 1990)
- Reruns (Mesa/Bluemoon, 1991)
- Time Will Tell (Mesa/Bluemoon, 1992)
- Rustic Technology (Mesa/Bluemoon, 1993)
- Business As Usual (Positive Music, 1995)
- In with the Out Crowd (Higher Octave Music, 1998)
- Say That! (Futurism, 2006)
- Cool Man Cool (Futurism, 2009)
- Bop! Bang! Boom! (Futurism, 2012)
- Blooz (Futurism, 2022)